# Marcel Jouhandeau

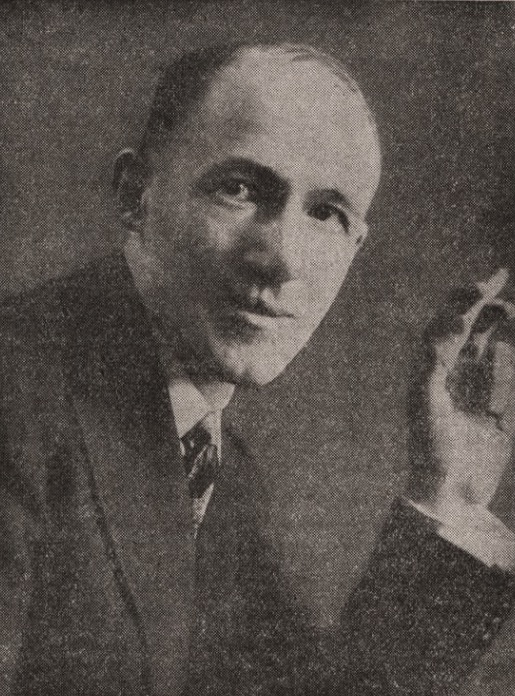
Marcel Jouhandeau

Marcel Jouhandeau (* 26. Juli 1888 in Guéret, Département Creuse; † 7. April 1979 in Rueil-Malmaison, Frankreich) war ein französischer katholischer Schriftsteller.

## Leben und Werk
Jouhandeau wurde in der Provinz als Sohn eines Metzgers geboren, wuchs aber bei seiner Großmutter und einer Tante auf. 
Ab 1908 lebte er in Paris, besuchte das Lycée Henri IV und studierte dann an der Faculté des lettres der Sorbonne.
Von 1912 bis 1949 war er Lehrer am Lycée de Passy, einem von Jesuiten geleiteten katholischen Internat in Paris, wo er Französisch und Latein unterrichtete.
Er schrieb vom Renouveau catholique beeinflusste, meist autobiografische, teils realistische, teils traumhafte Schilderungen des französischen Provinzlebens. Im Sommer 1929 heiratete Marcel Jouhandeau die Tänzerin Elisabeth (Elise) Toulemon. Trauzeugen waren sein Verleger Gaston Gallimard, die Malerin Marie Laurencin, Jean Cocteau und der Schriftsteller René Crevel.

## Antijüdische Schriften und Faszination vom Nationalsozialismus
Bereits 1937 veröffentlichte er sein antijüdisches Pamphlet Le péril juif. Es enthält drei kurze Texte, „Comment je suis devenu antisémite“, „Le péril Juif“ und „Procédé Juif“, die zwischen 1936 und 1937 entstanden sind.
Im besetzten Paris pflegte Ernst Jünger freundschaftlichen Umgang mit ihm, bewunderte Jouhandeaus Esprit und Garten, war aber befremdet von dessen Ehefrau.
Jouhandeau nahm 1941 an dem von der nationalsozialistischen deutschen Kulturpropaganda organisierten „Europäischen Dichtertreffen“ in Weimar teil, an dem auch Drieu la Rochelle, Robert Brasillach, Abel Bonnard, Jacques Chardonne, Roman Fernandez (1894–1944) und André Fraigneau teilnahmen. 
Literarischen Niederschlag hat die Reise in seinem 1949 veröffentlichten Roman Le voyage secret gefunden, in dem er, wie sein deutscher Übersetzer und Herausgeber Oliver Lubrich schreibt, seine Kollaboration mit den Nationalsozialisten raffiniert verschlüsselt und zugleich subtil andeute: „Der Roman ist, paradoxerweise, ein geheimes Geständnis“, denn mehr als die eigentliche Kollaboration macht ihm sein homosexuelles Begehren zu schaffen, das dem deutschen Reisebegleiter gilt. „Es handelte sich um Gerhard Heller, dem als NS-‚Sonderführer‘ die Kontrolle der Literatur oblag, der in Paris eng mit Ernst Jünger vertraut war und sich nach 1945 als Übersetzer französischer Literatur sehr verdient machte. An ihm fasziniert Jouhandeau die reine Macht, die er repräsentiert“.

## Auszeichnungen
1975 wurde er als Ehrenmitglied in die American Academy of Arts and Letters gewählt.

## Letzte Ruhestätte
Jouhandeau und seine Frau sind auf dem Friedhof Montmartre bestattet.

## Werke (Auswahl)
Romane und Erzählungen
- La jeunesse de Théophile. (1921)
- Monsieur Godeau intime. (1926)
- Monsieur Godeau marié. (1933)
- Chaminadour (Erzählungen, 3 Bände, 1934/41),
- Chronique d'une passion (1949)
- Eloge de la volupté (1951)
- Dernières années et mort de Véronique (1953)
- Contes d'enfer (1955)
- Léonara ou les dangers de la vertu (1955)
- Elise architecte, suivi de L’incroyable journée.  Grasset, Paris, 1951.

Essays
- De l'abjection. Préface d'Hugues Bachelot. Gallimard, Paris, 1939.

Neuausgabe in der Reihe L'imagnaire. Gallimard, Paris, 2006.
- Réflexions sur la vieillesse et la mort. Grasset, Paris 1956. (Les cahiers verts. 17.)

Autobiographisches
- Essai sur moi-même, Gallimard, Paris, 1947.
- Le voyage secret. Ed. Confidentielle 1949. [Erstausgabe; anonym erschienen: „Par l'auteur de l'abjection“].

Die geheime Reise. Ins Deutsche übersetzt und mit dem Reisetagebuch von 1941 herausgegeben von Oliver Lubrich. Verlag Das vergessene Buch, Wien 2022, ISBN 978-3-903244-22-1.
- Journaliers (Erinnerungen, 28 Bände). Gallimard, Paris, 1961/82.

Briefe
- Lettres à Marcel Jouhandeau: Avec quelques lettres à madame Marcel Jouhandeau et à madame Paul Jouhandeau. Droz, Genf. (Textes littéraires français.)
- Marcel Jouhandeau, André Gide: Correspondance avec André Gide. Sautier, Paris, 1958.
- Lettres de Marcel Jouhandeau à Max Jacob. Droz, Genf, 2002. (Textes Littéraires français.)
- Marcel Jouhandeau, Jean Paulhan: Correspondance. (1921-1968). Gallimard, Paris, 2012. ISBN 978-2-07-013647-6
- Marcel Jouhandeau, Michel Leiris: Correspondance (1923-1977). Gallimard, Paris, 2021. (La Bibliothèque de la NRF.)

### Übersetzte Werke
- Gesammelte Werke in Einzelausgaben. Chaminadour. Erzählungen. Band I. Rowohlt, Reinbek 1964.
- Gesammelte Werke in Einzelausgaben. Herr Godeau. Band II. Rowohlt, Reinbek 1966.
- Gesammelte Werke in Einzelausgaben. Elise. Band III. Rowohlt, Reinbek 1968.
- Gesammelte Werke in Einzelausgaben. Der Sohn des Schlächters. Band IV. Rowohlt, Reinbek 1973.
- Gesammelte Werke in Einzelausgaben. Die Freundschaften. Band V. Rowohlt, Reinbek 1977.

Herausgegeben und übersetzt von Friedhelm Kemp.